# Lemeška kalvarija
Kalvarija u Lemešu je uređeni prikaz kalvarije u Subotičkoj biskupiji. Nalazi se Lemešu.
Postaje križnog puta nižu se od crkve u Lemešu sve do vrha brijega gdje se nalazi kapela. Okolo kapele je mjesno groblje.
Za izgradnju kapele zaslužan je župnik Bolto Agatić. Kad je došao službovati u Lemeš, odlučio je neka se sagradi kapela na lemeškoj Kalvariji. Poduprio ga je biskup Lajčo Budanović. Kapelu je projektirao Josef Basler (Joška Bazler). 1924. je započeta gradnja kapele Gospe posrednice milosti koja je dovršena 1928. godine. 
Svetište je ovdje otvoreno iz praktičnih razloga, u vremenima kad se nije moglo putovati u Aljmaš. Otvoreno je za hodočasnike Hrvate, u isto vrijeme kad je za hodočasnike Mađare otvoreno svetište u Doroslovu. 
Vremenom je kapela postala zapuštena i nekorištena te je obnovljena 2009. godine. Prvo je renovirana kapela, a šest godina poslije obnovljeno je svetište.
Kalvarija je postala malim svetištem, otkad vjernici više nisu mogli na hodočašće u Mađarsku u Jud niti u Vodicu kod Baje, 

## Vanjske poveznice
- Lemeška Kalvarija s prepoznatljivim tornjevima  Arhivirana inačica izvorne stranice od 12. listopada 2016. (Wayback Machine)
- Lemeška Kalvarija, zapušteno izdanje  Arhivirana inačica izvorne stranice od 14. listopada 2016. (Wayback Machine)
- Spomenik na groblju, toranj Kalvarije u pozadini  Arhivirana inačica izvorne stranice od 13. listopada 2016. (Wayback Machine)